# Herbert Günther (Jurist)
Herbert Günther (* 1943 in Berlin) ist ein deutscher Jurist.

## Leben
Nach der Promotion 1968 in Marburg war er von 1971 bis 1988 Richter am Landgericht Marburg und am Oberlandesgericht Frankfurt am Main. Von 1988 bis 2010 Leiter der Abteilung Recht und Verfassung der Hessischen Staatskanzlei. Er lehrte als Lehrbeauftragter unter anderem an der Philipps-Universität Marburg.
Seine Forschungsschwerpunkte sind hessische Verfassungs- und Verfassungsprozessrecht.

## Schriften (Auswahl)
- Zur Entstehung von Völkergewohnheitsrecht. Berlin 1970, OCLC 1285782005.
- Verfassungsgerichtsbarkeit. Kommentar zum Gesetz über den Staatsgerichtshof. Baden-Baden 2004, ISBN 3-8329-0122-1.
- Hausrecht und Polizeigewalt des Parlamentspräsidenten. Eine Untersuchung am Beispiel der Verfassung des Landes Hessen. Baden-Baden 2013, ISBN 3-8329-7981-6.
- Die Eigentumsverhältnisse an ehemals amtlichem Schriftgut des Hauses Ysenburg-Büdingen. Eine Fallstudie. Marburg 2017, ISBN 3-88964-219-5.